# 休奇耶湖 (布里亞特共和國)
51°25′0″N 106°32′30″E / 51.41667°N 106.54167°E

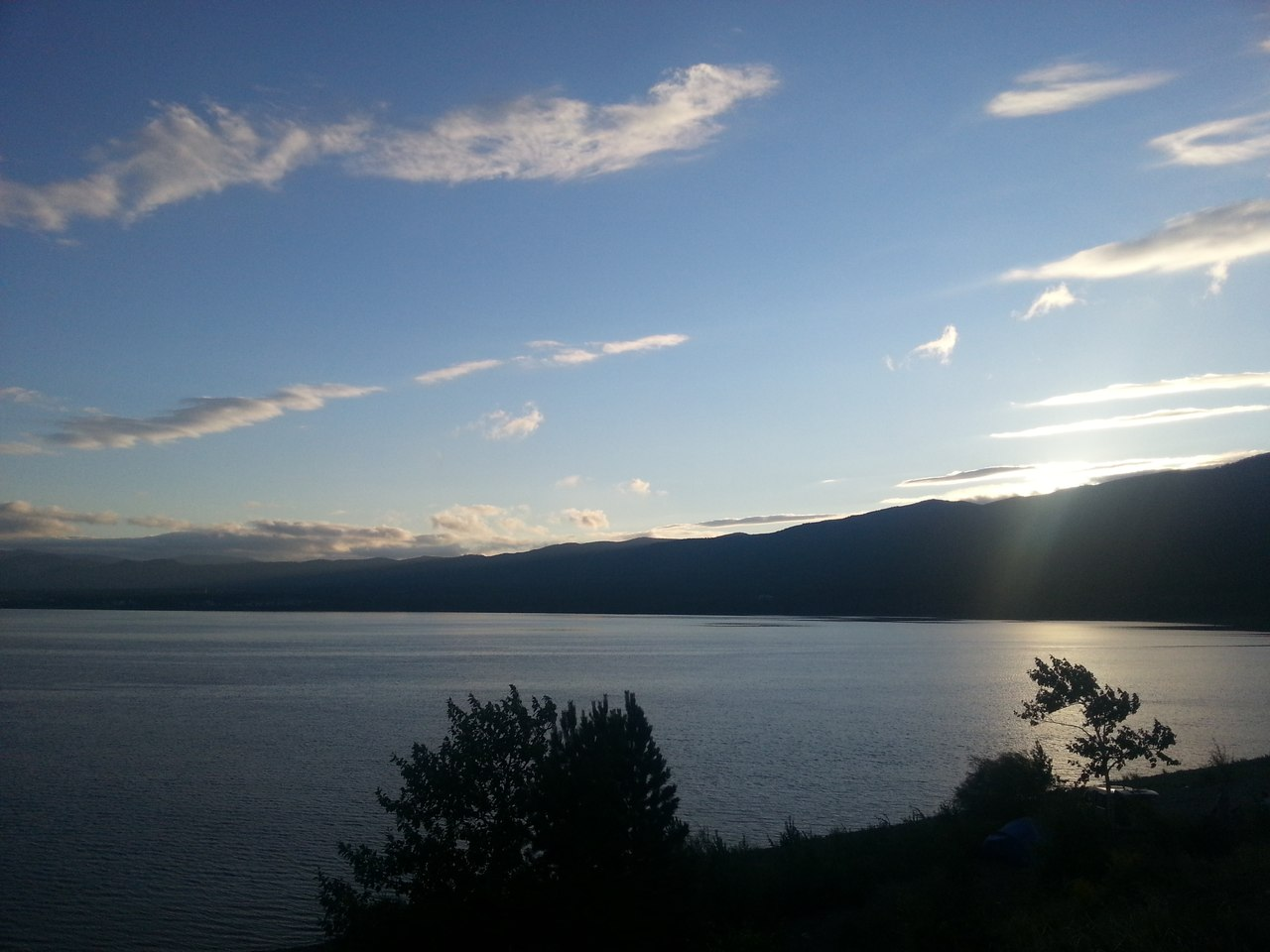

休奇耶湖（俄语：Щучье），是俄羅斯的湖泊，位於該國南部，由布里亞特共和國負責管轄，長2.59公里、寬2.33公里，面積4.24平方公里，海拔高度651米，集水區面積45.5平方公里，湖岸線長度7.97公里，最大水深23米。